# En directo (álbum de Medina Azahara)
En directo es el primer álbum en vivo de la banda de hard rock española Medina Azahara, publicado en 1990 por Avispa Music. 
Fue lanzado como un LP doble, o CD sencillo.
Contiene la grabación de un concierto en el Teatro Egaleo de Leganés del 30 de junio de 1990. 
Es el último lanzamiento en el que participa el bajista Randy López, y el primero del grupo con el baterista Manu Reyes, que entra en la banda a principios de 1990.
Fue reeditado por Avispa en vinilo rojo remasterizado en 2023.

## Lista de canciones
1. "Intro / Al-Hakim... Otro Lugar" - 5:04
2. "Medley" - 8:20
3. "Velocidad" - 4:27
4. "Navajas de Cartón" - 4:05
5. "Amiga" - 5:17
6. "Medley II" - 9:37
7. "Sé" - 5:20
8. "Otoño" - 4:02
9. "Hacia Ti" - 6:41
10. "Por un Poco de Amor" - 3:03
11. "Qué Difícil Es Soñar" - 4:05
12. "Si Supieras" - 5:41
13. "Paseando por la Mezquita" - 4:50
14. "El Lago" (Cover de Triana) - 4:20

## Créditos
- Bajo – Randy López
- Batería – Manuel Reyes
- Guitarra – Francisco Ventura
- Voz – Manuel Martínez
- Teclados – Pablo Rabadán